# Кицівський заказник
Ки́цівський зака́зник — ботанічний заказник місцевого значення в Україні. Об'єкт природно-заповідного фонду Харківської області. 
Розташований на території Печенізького району Харківської області, на околиці села Кицівка. 
Площа 65 га. Статус отриманий у 1998 році. Перебуває у віданні Печенізької селищної ради. 
Статус надано для збереження природного комплексу в заплаві річки Велика Бабка. Поширені угруповання болотистих луків. Серед них — асоціації осоково-злаково-зозулинцеві з участю зозулинця болотного, пальчатокорінника Фукса (Червона книга України) та валеріани лікарської (Червоні списки Харківщини).

## Галерея

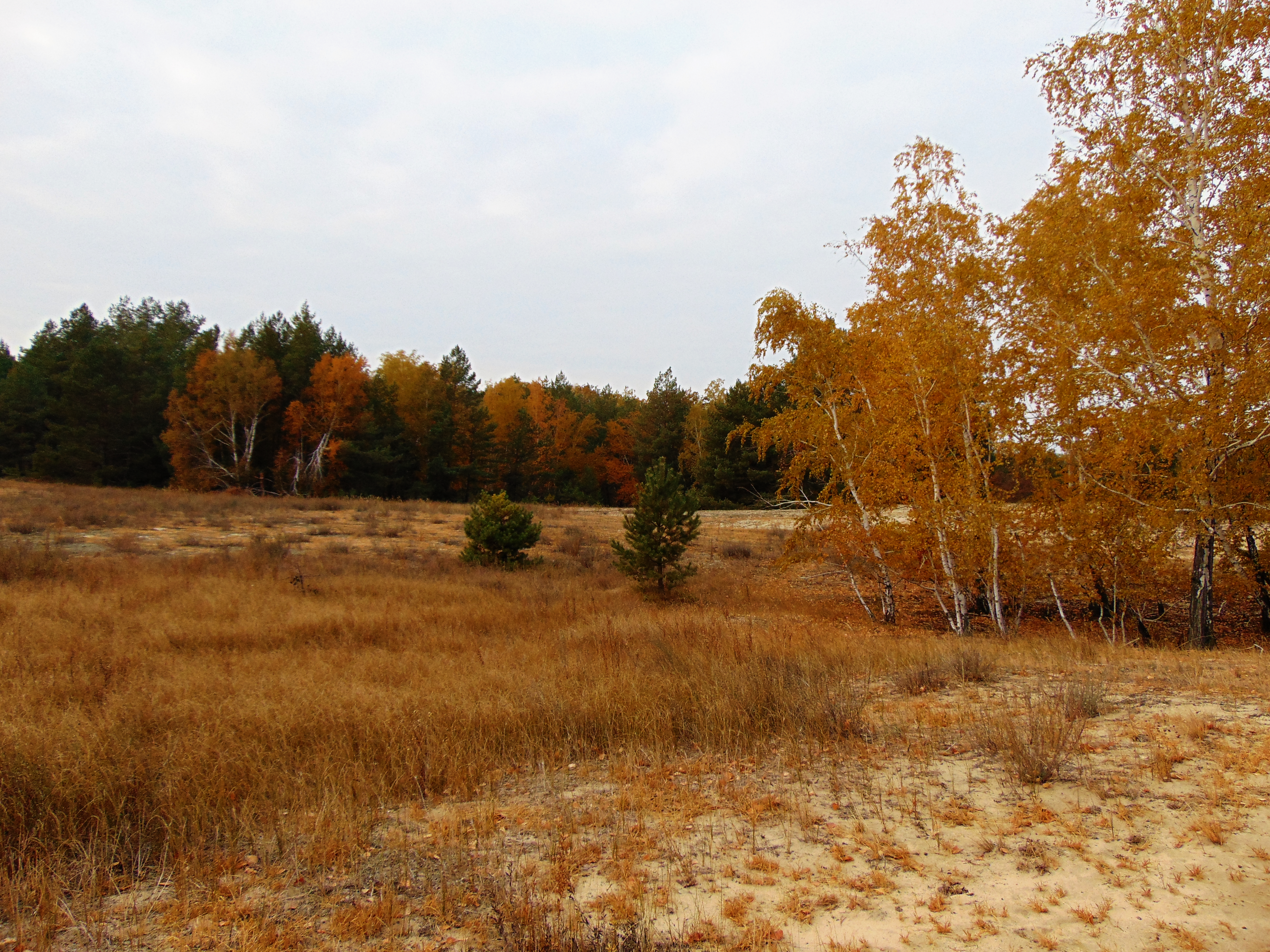
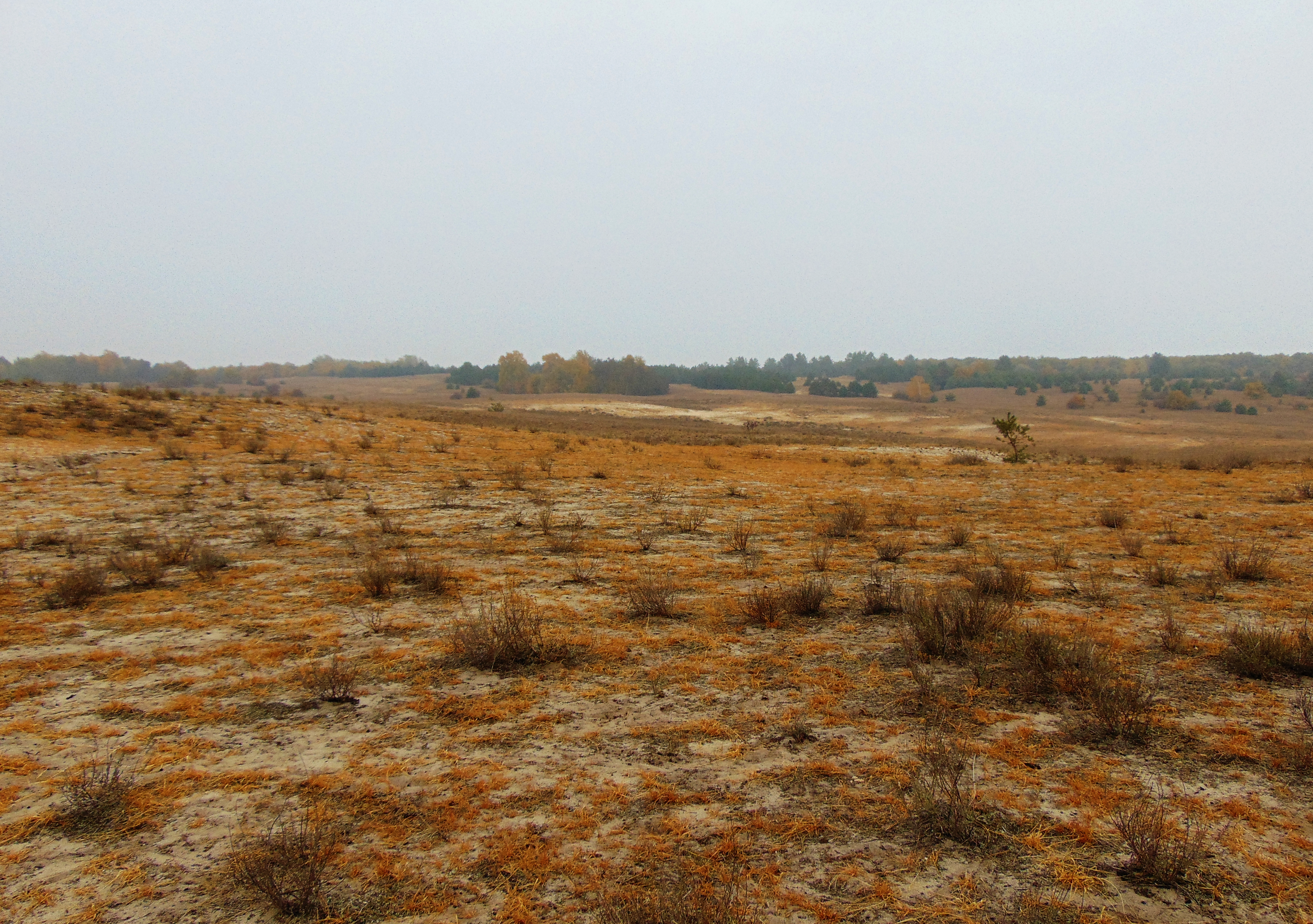
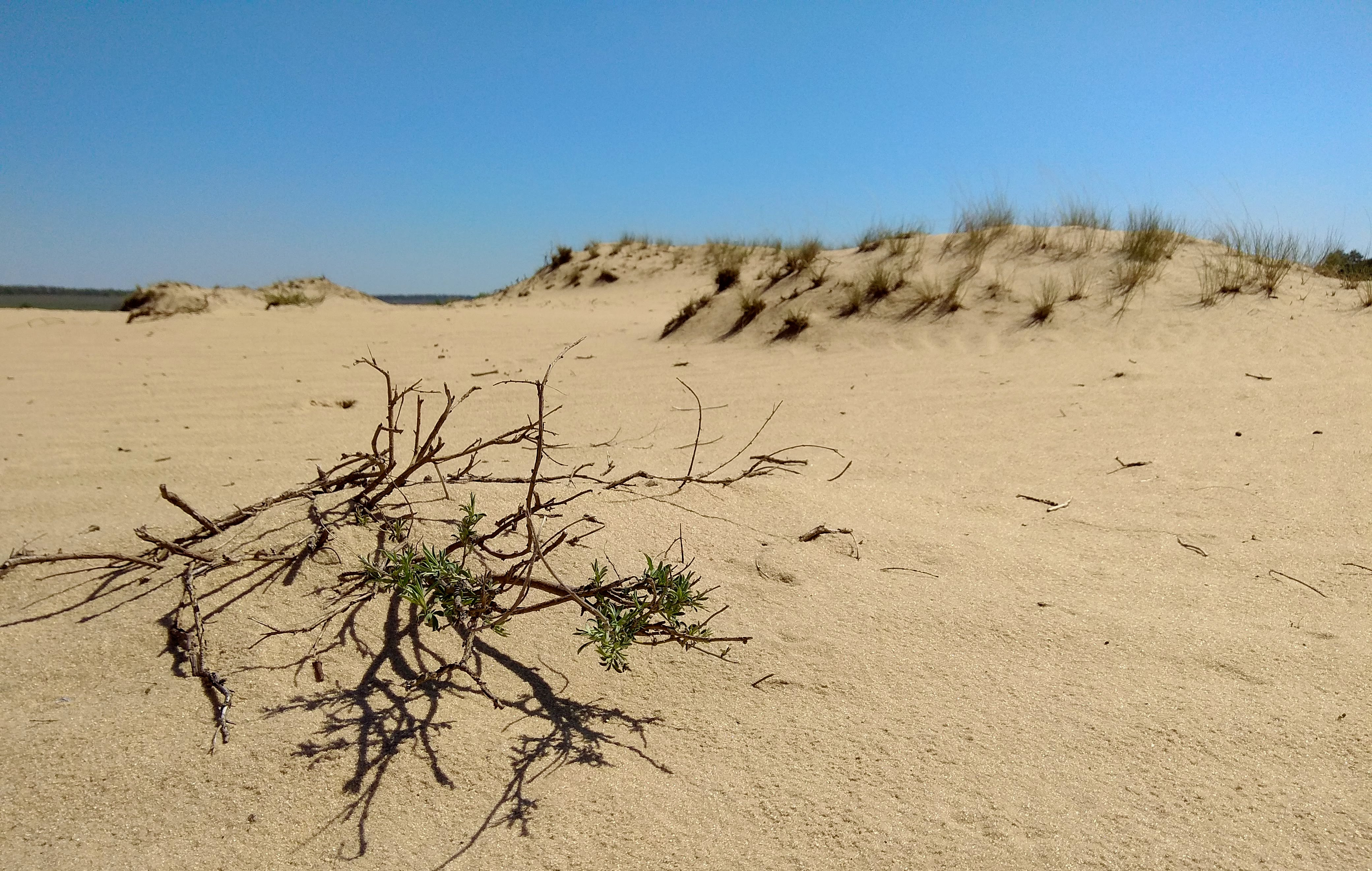
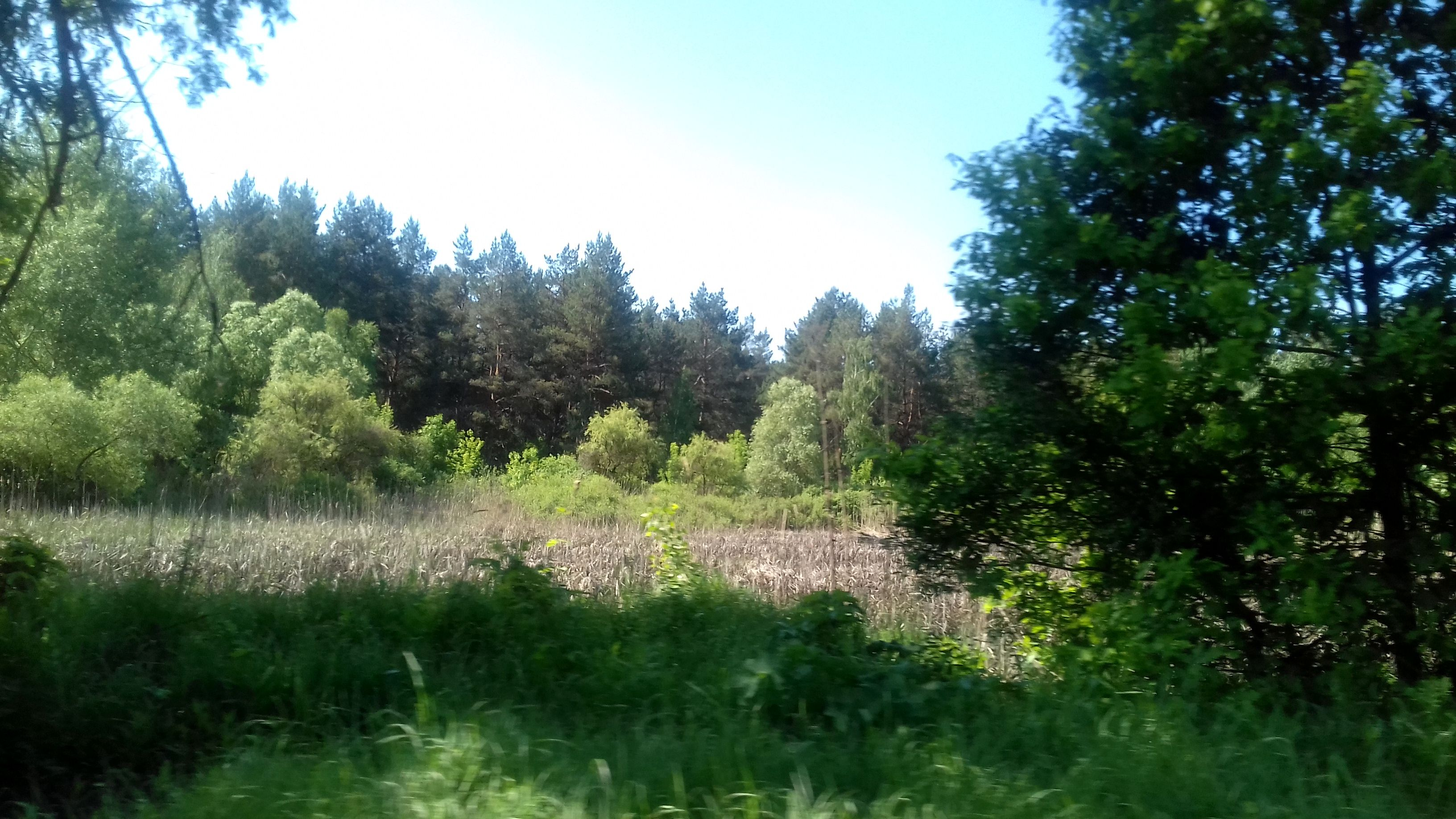
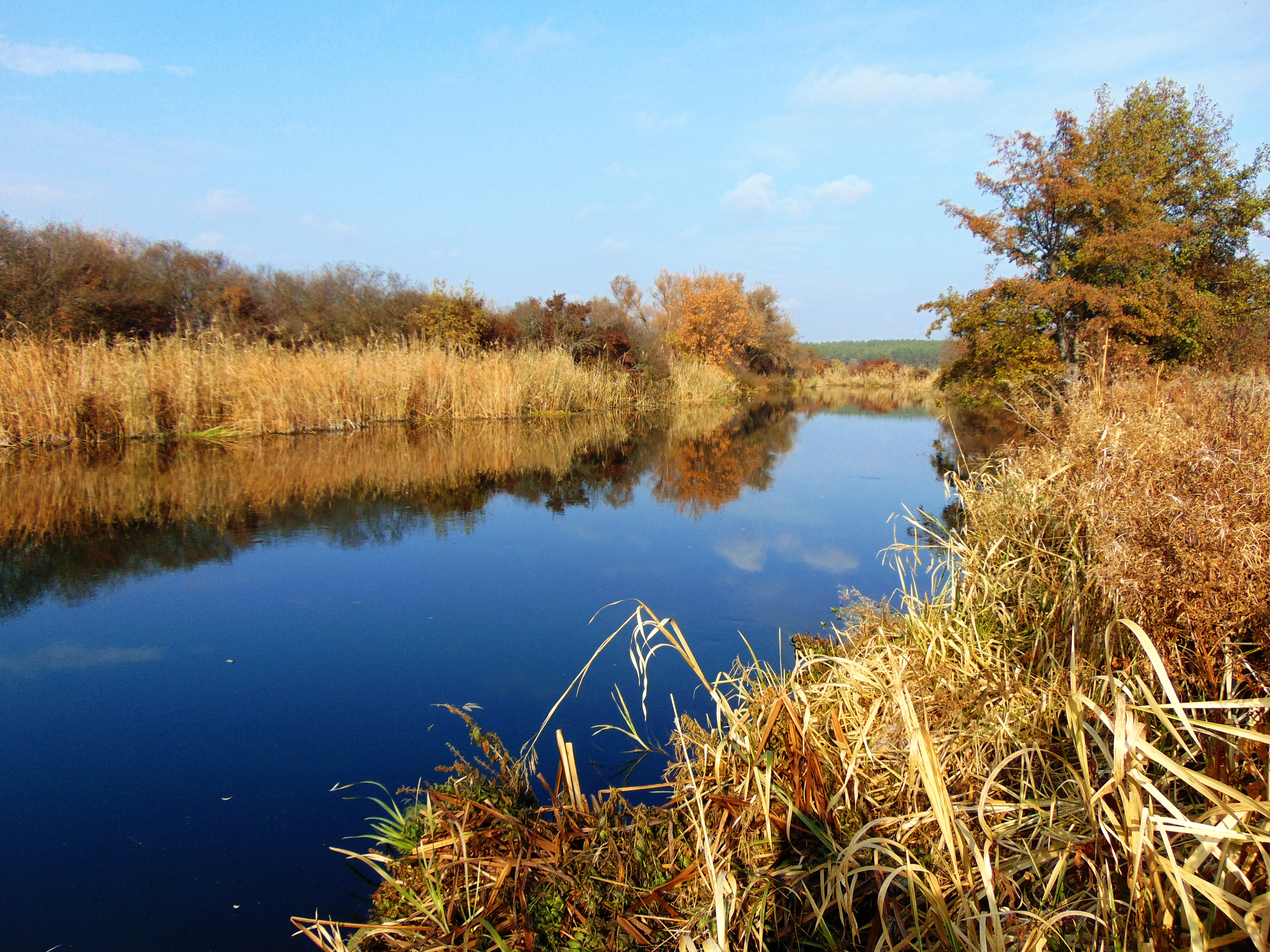
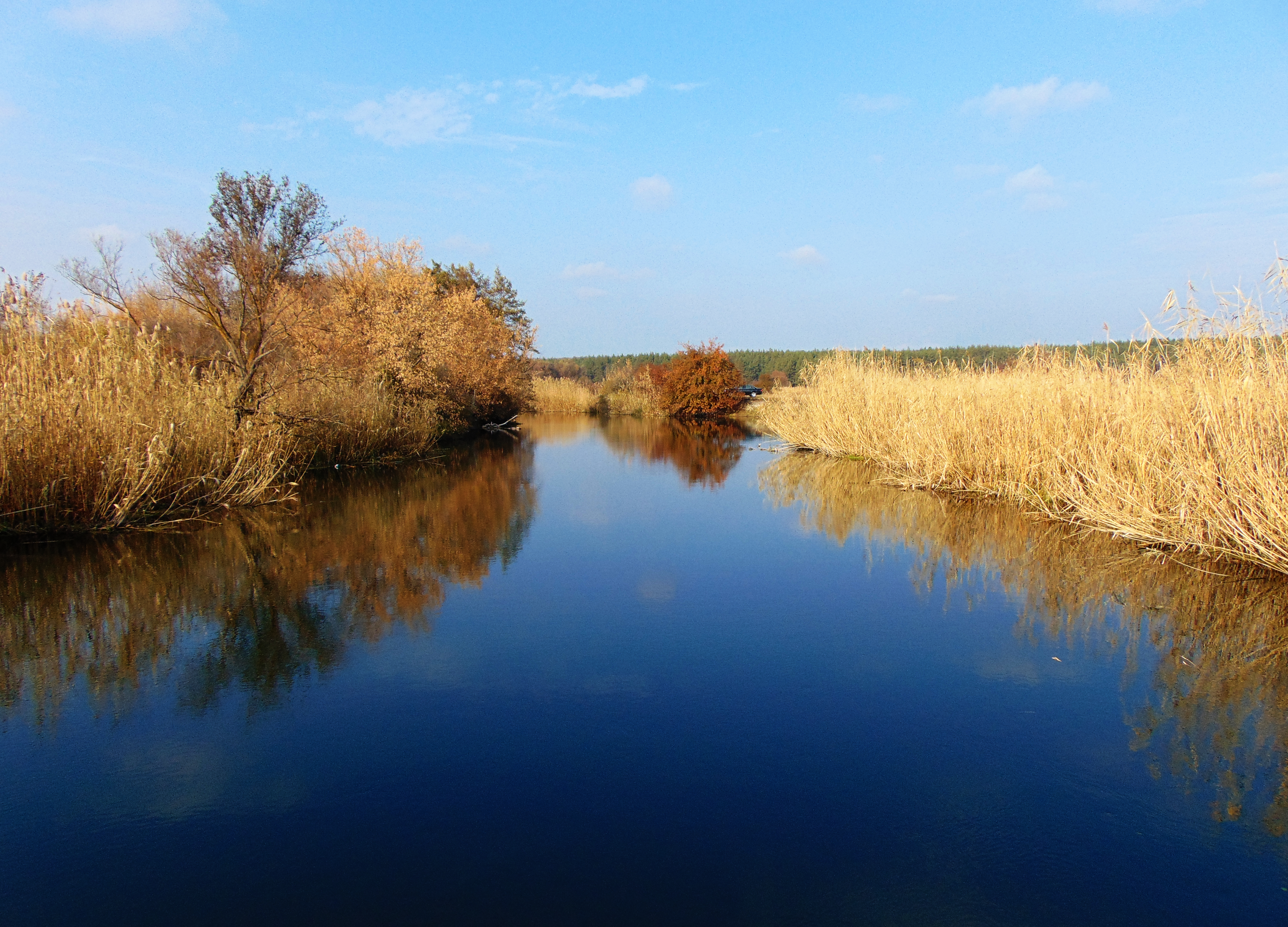